# Grupa galaktyk w Złotej Rybie
Grupa galaktyk w Złotej Rybie (zwana też grupą galaktyk NGC 1566) – luźna grupa galaktyk znajdująca się głównie w gwiazdozbiorze Złotej Ryby. Centrum tej grupy znajduje się w odległości 62 milionów lat świetlnych. Grupa w Złotej Rybie zawiera około 70 galaktyk. Dominujące galaktyki w tej grupie to NGC 1566, NGC 1553 i NGC 1549.